# Włodzimierz Stefański
Włodzimierz Andrzej Stefański, född 20 november 1949 i Wrocław, är en polsk före detta volleybollspelare.
Stefański vann guld med landslaget vid både VM 1974 och OS 1976. I slutet av sin karriär spelade han, liksom landslagskollegan Włodzimierz Sadalski, med finska klubbar.